# Уве Келльнер
Уве Келльнер (нім. Uwe Kellner, 17 березня 1966) — німецький академічний веслувальник.
Срібний призер Олімпійських Ігор 1992 року в складі розпашної четвірки зі стерновим.
Чемпіон світу 1989, 1990 років у складі розпашної двійки без стернового.